# NBA 2K
《NBA 2K》 시리즈는 1999년 이후로 개발되고 출시된 농구 시뮬레이션 게임이다. 이 시리즈는 원래 세가가 "세가 스포츠"라는 이름으로 배급하였다가 현재는 2K 스포츠가 배급하고 있다. 이 시리즈에 속하는 모든 게임은 비주얼 콘셉츠에 의해 개발되고 있다. NBA 2K 시리즈는 또한 이스포츠에도 사용된다. 이 시리즈는 꾸준히 상업적인 성공을 거두었다.

## 게임 목록
| 타이틀              | 개발사        | 배급사    | 호환 기종                                                                             | 발매일           | 게임 커버 선수                            |
| ------------------- | ------------- | --------- | ------------------------------------------------------------------------------------- | ---------------- | ----------------------------------------- |
| NBA 2K              | 비주얼 콘셉츠 | 세가      | 드림캐스트                                                                            | 1999년 11월 10일 | 앨런 아이버슨                             |
| NBA 2K1             | 비주얼 콘셉츠 | 세가      | 드림캐스트                                                                            | 2000년 11월 1일  | 앨런 아이버슨                             |
| NBA 2K2             | 비주얼 콘셉츠 | 세가      | 드림캐스트, 게임큐브, 플레이스테이션 2, 엑스박스                                      | 2001년 10월 24일 | 앨런 아이버슨                             |
| NBA 2K3             | 비주얼 콘셉츠 | 세가      | 게임큐브, 플레이스테이션 2, 엑스박스                                                  | 2002년 10월 7일  | 앨런 아이버슨                             |
| ESPN NBA Basketball | 비주얼 콘셉츠 | 세가      | 플레이스테이션 2, 엑스박스                                                            | 2003년 10월 21일 | 앨런 아이버슨                             |
| ESPN NBA 2K5        | 비주얼 콘셉츠 | 세가      | 플레이스테이션 2, 엑스박스                                                            | 2004년 9월 28일  | 벤 월리스                                 |
| NBA 2K6             | 비주얼 콘셉츠 | 2K 스포츠 | 플레이스테이션 2, 엑스박스, 엑스박스 360                                              | 2005년 9월 26일  | 샤킬 오닐                                 |
| NBA 2K7             | 비주얼 콘셉츠 | 2K 스포츠 | 플레이스테이션 2, 플레이스테이션 3, 엑스박스, 엑스박스 360                            | 2006년 9월 25일  | 샤킬 오닐                                 |
| NBA 2K8             | 비주얼 콘셉츠 | 2K 스포츠 | 플레이스테이션 2, 플레이스테이션 3, 엑스박스 360                                      | 2007년 10월 2일  | 크리스 폴                                 |
| NBA 2K9             | 비주얼 콘셉츠 | 2K 스포츠 | PC, 플레이스테이션 2, 플레이스테이션 3, 엑스박스 360                                  | 2008년 10월 7일  | 케빈 가넷                                 |
| NBA 2K10            | 비주얼 콘셉츠 | 2K 스포츠 | PC, 플레이스테이션 2, 플레이스테이션 3, PSP, Wii, 엑스박스 360                        | 2009년 10월 6일  | 코비 브라이언트                           |
| NBA 2K11            | 비주얼 콘셉츠 | 2K 스포츠 | PC, 플레이스테이션 2, 플레이스테이션 3, PSP, Wii, 엑스박스 360                        | 2010년 10월 5일  | 마이클 조던                               |
| NBA 2K12            | 비주얼 콘셉츠 | 2K 스포츠 | 아이패드, 아이폰, PC, 플레이스테이션 2, 플레이스테이션 3, PSP, Wii, 엑스박스 360      | 2011년 10월 4일  | 마이클 조던, 래리 버드, 매직 존슨         |
| NBA 2K13            | 비주얼 콘셉츠 | 2K 스포츠 | 플레이스테이션 3, Wii, Wii U, 엑스박스 360, PC                                        | 2012년 10월 2일  | 블레이크 그리핀, 케빈 듀랜트, 데릭 로즈   |
| NBA 2K14            | 비주얼 콘셉츠 | 2K 스포츠 | 플레이스테이션 3, 플레이스테이션 4, 엑스박스 360, PC, 엑스박스 원                     | 2013년 10월 1일  | 르브론 제임스                             |
| NBA 2K15            | 비주얼 콘셉츠 | 2K 스포츠 | PC, PS3, PS4, 엑스박스 360, 엑스박스 원,                                              | 2014년 10월 7일  | 케빈 듀랜트                               |
| NBA 2K16            | 비주얼 콘셉츠 | 2K 스포츠 | 안드로이드, 아이폰/아이팟 터치, 아이패드, PS3, PS4, 엑스박스 360, 엑스박스 원, 윈도우 | 2015년 9월 29일  | 앤서니 데이비스, 스테픈 커리, 제임스 하든 |
| NBA 2K17            | 비주얼 콘셉츠 | 2K 스포츠 | PC, PS3, PS4, 엑스박스 원, 엑스박스 360                                               | 2016년 10월 20일 | 폴 조지                                   |
| NBA 2K18            | 비주얼 콘셉츠 | 2K 스포츠 | 닌텐도 스위치, PC, PS3, PS4, 엑스박스 360, 엑스박스 원                                | 2017년 9월 19일  | 카이리 어빙                               |

### 기타
- NBA 2K 온라인: 2008년 6월
- NBA 2KVR Experience: 2016년 11월 22일